# جوزيف شيلدكروات
جوزيف شيلدكروات (بالألمانية: Joseph Schildkraut)‏ (و. 1896 – 1964 م) هو كاتب سيناريو، وممثل مسرحي، وممثل أفلام، من الولايات المتحدة، ولد في فيينا، توفي في نيويورك، عن عمر يناهز 68 عاماً، بسبب نوبة قلبية.

## التعليم
تعلم في الأكاديمية الأميركية للفنون المسرحية.

## جوائز وترشيحات
حصل على جوائز منها:
- جائزة الأوسكار لأفضل ممثل مساعد، عن عمل: حياة إيميلي زولا (1937).

ترشح لـ:
- جائزة الأوسكار لأفضل ممثل مساعد، عن عمل: حياة إيميلي زولا.

## وصلات خارجية
- جوزيف شيلدكروات على موقع IMDb (الإنجليزية)
- جوزيف شيلدكروات على موقع الموسوعة البريطانية (الإنجليزية)
- جوزيف شيلدكروات على موقع ألو سيني (الفرنسية)
- جوزيف شيلدكروات على موقع تيرنر كلاسيك موفيز (الإنجليزية)
- جوزيف شيلدكروات على موقع أول موفي (الإنجليزية)
- جوزيف شيلدكروات على موقع قاعدة بيانات برودواي على الإنترنت (الإنجليزية)
- جوزيف شيلدكروات على موقع قاعدة بيانات الأفلام السويدية (السويدية)
- جوزيف شيلدكروات على موقع إن إن دي بي (الإنجليزية)
- جوزيف شيلدكروات على موقع ديسكوغز (الإنجليزية)
- جوزيف شيلدكروات على موقع قاعدة بيانات الفيلم (الإنجليزية)